# Niedrigenergiefahrzeug
Der Begriff Niedrigenergiefahrzeug (NEF) bezeichnet Fahrzeuge, die einen im Vergleich zum derzeitigen mittleren Flottenverbrauch deutlich reduzierten Energieverbrauch realisieren bzw. bezogen auf einen definierten Nutzen eine deutlich erhöhte Energieeffizienz ermöglichen. Die Begriffsbildung ist an das Niedrigenergiehaus angelehnt, eine einheitliche Definition fehlt aber.
Bei Modellen mit Verbrennungsmotor sind für solche Fahrzeuge auch Begriffe geläufig, die sich an dem Kraftstoffverbrauch pro 100 Kilometern orientieren wie etwa Drei-Liter-Auto oder Ein-Liter-Auto. Mit der Bezeichnung Umweltauto wurde es in der Bundesrepublik Deutschland 1984 auch zum Wort des Jahres gekürt.

## Allgemeines
Eine einheitliche technische Norm zur Kategorisierung von Fahrzeugen als NEF existiert bisher nicht, dennoch sollte ein NEF alleine von der Definition her einen Energieverbrauch haben, der deutlich unterhalb aktueller Norm-Energieverbräuche liegt. Insofern sollten nach allgemeinem Verständnis ein NEF deutlich unterhalb der von der Europäischen Union für spätestens 2015 verbindliche Flottenausstoß von 120 g CO2/ km liegen. Dieser Wert entspricht einem Kraftstoffverbrauch rund 5 Litern Benzin bzw. 4,5 Litern Diesel auf 100 Kilometern bzw. einem Energieverbrauch von rund 44 Kilowattstunden (kWh) oder 158 Megajoule (MJ) auf 100 Kilometer.
Als konstruktive Prinzipien zur Realisierung eines NEF gelten außer geringer Fahrzeugmasse und windschlüpfiger Außenform die Wahl eines effizienten Antriebssystems. Entsprechend den Gesetzen der Physik erhöht zusätzlich zu bewegende Masse insbesondere in Abhängigkeit vom Beschleunigungs- und Bremsprofil ohne Nutzbremse, bei der ein Teil der Beschleunigungsenergie durch Rekuperation zurückgewonnen werden kann, den Energieverbrauch linear. Höhere Geschwindigkeiten bedeuten eine quadratische Zunahme des Fahrwiderstandes und so kubischen Zuwachs des Energieverbrauchs.
Bei einer Betrachtung des gesamten Primärenergieverbrauchs (Well-to-Wheel) wird außer dem Endenergieverbrauch im Betrieb (Tank-to-Wheel) auch der Bereitstellungsaufwand für die Antriebsenergie (Well-to-Tank) einbezogen. Eine umfassende Lebenszyklusanalyse, bei der neben den gesamten Betriebskosten auch der Energieverbrauch für Herstellung sowie Recycling der Fahrzeuge mit einbezogen wird, ist Teil des ökologischen Fußabdrucks.
In Relation zum gesamten Automarkt existieren derzeit (2012) viele NEF hauptsächlich als Prototypen, Testautos und Kleinserienautos. Es gibt in vielen Ländern verschiedene Vergünstigungen für die Anschaffung verbrauchsarmer Kraftfahrzeuge. In Deutschland gibt es beispielsweise die befristete Befreiung für Dreiliterautos von der Kraftfahrzeugsteuer.

## Motivation

### Wirtschaftlichkeit
Die Notwendigkeit, Fahrzeuge mit einem möglichst geringem Verbrauch zu produzieren und zu betreiben, ergibt sich aus den Zwängen zur Energieeinsparung. Neben dem nachhaltigen Umgang mit begrenzten Energievorräten zählt vor allem der wirtschaftliche Betrieb der Fahrzeuge. Großen Einfluss auf die Wirtschaftlichkeit hat neben den Anschaffungskosten auch die stete Steigerung der Kraftstoffpreise und die politische, sprich steuerliche Förderung verbrauchsarmer Fahrzeuge vor dem Hintergrund der Zunahme der Zulassungszahlen von Kfz weltweit.
Einen großen Schub für den Bau von Niedrigenergiefahrzeugen brachte die Ankündigung der kalifornischen Regierung, ab einem (mehrfach verschobenen) Starttermin alle Hersteller mit Strafsteuern zu belegen, die nicht einen bestimmten Anteil ihrer Fahrzeuge nach dem ULEV (Ultra Low Emission Vehicle) bzw. ZEV (Zero Emission Vehicle) Prinzip herstellen. ZEV bedeutet, dass das Fahrzeug in der Lage sein muss, eine bestimmte Strecke völlig ohne Emissionen zurückzulegen. Dies können heute praktisch nur elektrisch betriebene Fahrzeuge – die ZEV-Forderung ist (neben der 120 g CO2/km-Forderung der EU) die Haupttriebfeder hinter den Hybrid-Anstrengungen der großen Autohersteller. In Europa ist der EEV-Standard (Enhanced Environmentally Friendly Vehicle) eine Motivation.
1996 stellte der deutsche Hersteller Audi einen Audi A4 Avant Duo vor, der aber mangels Nachfrage (und wegen der einfachen und ineffizienten Technik) bald wieder eingestellt wurde.
Auch die deutschen Dreiliter-Modelle Audi A2 TDI 3 l und VW Lupo TDI 3 l brachten – trotz steuerlicher Förderung des Absatzes und Zuschüssen für die Entwicklung – keine betriebswirtschaftliche Rendite, woraufhin der VW-Konzern die Produktion wieder einstellte (der Lupo 3L war bis Mai 2005 bestellbar; vom A2 3L wurden nur 6500 Exemplare gekauft).

### Umweltschutz

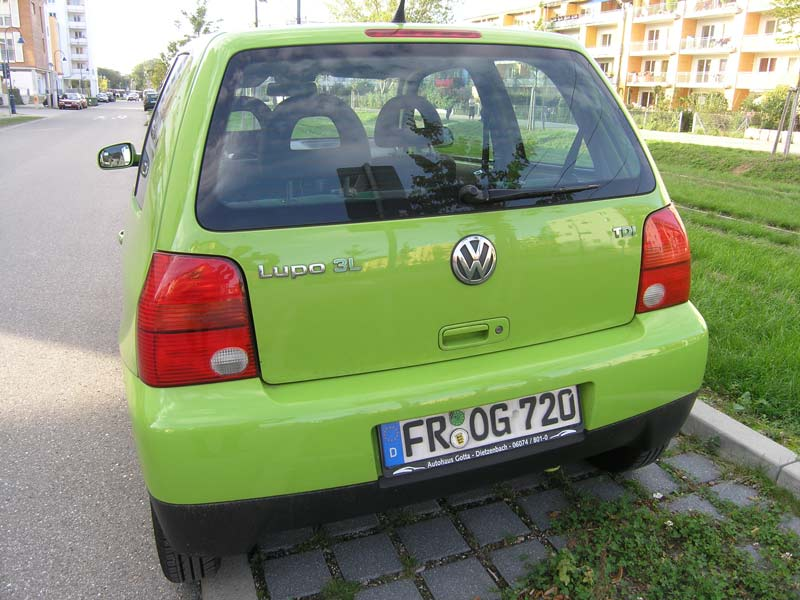
3-l-Fahrzeug (VW Lupo)

Verbrennungsmotoren von Autos sind zu etwa 20 Prozent am weltweiten Aufkommen von CO2 beteiligt, das einen wesentlichen Teil zur globalen Erwärmung beiträgt. Zudem werden die Erdölvorräte, die den meisten heutigen Kraftfahrzeugen als Energiequelle dienen, aller Voraussicht nach in den nächsten Jahrzehnten zunehmend knapp werden (siehe Ölfördermaximum).
Die Motivation ist das ALARA-Prinzip (As Low As Reasonably Acceptable – so gering wie angemessen tragbar) bzw. allgemein ein ethisches Verhalten. Dieses ethische Verhalten kann man zumindest manchen so genannten „Garagenfirmen“ unterstellen, die – oft mit Wurzeln in der Umweltbewegung – auf Fahrradtechnik basierende Fahrzeuge in Kleinstserie produzieren und sich zum Beispiel auch Gedanken um die umweltfreundliche Erzeugung der zum Vortrieb erforderlichen Energie machen.
Eine Verringerung des CO2-Ausstoßes ist das grundlegende Ziel einer Energiewende im Verkehr. Der Verkehrsclub Deutschland gibt die sog. Auto-Umweltliste heraus, die sich unter anderem am Energieverbrauch orientiert. Eine andere Bewertung ist der FIA EcoTest.

## Angabe des Energieverbrauchs
Der Kraftstoffverbrauch für Kfz wird in Europa üblicherweise in Liter Kraftstoff pro 100 km Fahrstrecke angegeben (Streckenverbrauch). Um zu vergleichbaren Zahlen zu kommen, muss bei verschiedenen Kraftstoffen der Energiegehalt berücksichtigt werden. So hat Dieselkraftstoff eine Energiedichte von 42,5 MJ/kg, Benzin 43,5 MJ/kg. Durch entsprechende Umrechnungen und Multiplikation mit der Dichte der jeweiligen Kraftstoffe erhält man einen volumetrischen Energieinhalt von ca. 9 kWh/l für Superbenzin und ca. 10 kWh/l für Dieselkraftstoff.
Eine andere Art den Energieverbrauch zu ermitteln, ist die Angabe in Energiebetrag pro transportierter Nutzlast und Weg. Dies ist der Streckenverbrauch pro Gewicht [l/(100 km × 100 kg)]. Bei einem Vergleich eines LKW, der 20 t Fracht mit 35 Litern Dieselverbrauch über 100 km transportiert, mit einem vollbesetzten Diesel-PKW, der mit 7,5 l 500 kg Fracht (Passagiere und Gepäck) befördert, liegt der Energieverbrauch beim LKW bei 0,175 l/100 km pro 100 kg, der PKW benötigt 8,5-mal so viel, nämlich 1,5 l für 100 kg auf 100 km.
Die Energieverbrauchskennzeichnungsverordnung, kurz CO2-Labeling genannt, geht auf den Energieverbrauch pro km in Joule oder kWh nicht ein.

## Konstruktive Maßnahmen zur Kraftstoffeinsparung
Der Energieverbrauch eines Fahrzeuges ist neben seinen konstruktiven Gegebenheiten auch von der Art seiner Verwendung abhängig. So kann durch eine energiesparende Fahrweise der Verbrauch noch weiter gesenkt werden. Über den Streckenverbrauch [l/100 km] eines PKW entscheiden vor allem (1) der Fahrwiderstand und (2) der Wirkungsgrad.
- Fahrwiderstände: Der Fahrwiderstand bestimmt die notwendige Antriebsleistung [kW] zum Erreichen der gewünschten Fahrleistungen (Beschleunigung, Höchstgeschwindigkeit). Bei Konstantfahrten mit geringen Geschwindigkeiten überwiegt der zur Geschwindigkeit direkt proportionale Rollwiderstand, mit zunehmender Geschwindigkeit überwiegt der zur Geschwindigkeit quadratisch proportionale Strömungswiderstand (Luftwiderstand). Der Beschleunigungswiderstand ist v. a. im Stadtverkehr von Bedeutung.
  - Beschleunigungswiderstand: Der Beschleunigungswiderstand tritt bei der Änderung der Geschwindigkeit auf. Er ist direkt proportional zur Fahrzeugmasse. Leichte PKW ermöglichen bei gleicher Beschleunigung den Einsatz kleinerer Motoren, die bei Konstantfahrten (wo Roll- und Luftwiderstand bedeutend sind) in einem effizienteren Betriebspunkt arbeiten. Ein negativer Beschleunigungswiderstand (beim Bremsen) kann zur Energierückgewinnung (Rekuperation) genutzt werden.
  - Rollwiderstand: Geringer Rollwiderstandskoeffizient durch rollwiderstandsarme Reifen, geringes Fahrzeuggewicht, reibungsarme Radlager.
  - Luftwiderstand (Strömungswiderstand): Eine Verringerung des Luftwiderstandsbeiwertes kann durch eine strömungsgünstige Karosserieform, verkleidete Radkästen und glatte Oberflächen (keine Türschnallen, Kamera statt Seitenspiegel) sowie schmale Reifen bis zu einem Wert von etwa Cw0,16 erreicht werden. Eine Verringerung der dem Luftstrom ausgesetzten Querschnittsfläche (Fahrzeugprojektionsfläche) des Fahrzeugs durch hintereinander befindliche oder zumindest versetzt angeordnete Sitze (Zweisitzer mit ca. 1 m² Fahrzeugprojektionsfläche), oder niedriger Sitzposition und geringem Überkopfraum trägt ebenso zur Optimierung bei.
  - innerer Widerstand: Geringe interne Reibungsverluste, beim Verbrennungsmotor vor allem durch niedrig viskoses Öl und geringere Reibungsverluste durch geringe Zylinderverformung und bessere Abdichtung der Kolbenlaufbahn. Effiziente Getriebe, Lager mit geringer Reibung. Freilauf und ggf. Starter-Generator-Systeme, wobei die Verluste im Leerlauf entfallen (Pantschreibung, Ein- und Auslasswiderstand, Lager und Wellen sowie Motorhilfsantriebe und ihre Steuerung). Aufgrund des Konzeptes besitzt der Elektroantrieb (Motor in der Regel lediglich zwei Lagerstellen, einfache Untersetzungsgetriebe mit wenigen Lagerstellen und Zahnradpaarungen) grundsätzlich niedrigere innere Verluste.

- Der Wirkungsgrad beschreibt die Effizienz der Umwandlung von z. B. chemischer oder elektrischer Leistung in mechanische Leistung: Das Hauptproblem des Verbrennungsmotors liegt darin, dass sein Wirkungsgrad bei Volllast am höchsten ist und zu geringen Lasten hin abnimmt. Der spezifische Verbrauch [g/kWh] nimmt also mit sinkender Motorlast stark zu. Zur Lösung dieses Problems gibt es zwei Ansätze:
  - Wirkungsgradoptimale Getriebeübersetzung: Leistung ist das Produkt aus Drehzahl und Drehmoment. Um eine bestimmte Leistung zu erzeugen, ist jener Betriebspunkt der effizienteste, bei dem diese Leistung mit maximaler Last und geringstmöglicher Drehzahl erreicht wird.
    - Bei Handschaltgetrieben sind „lange“ Übersetzungen ein einfaches Mittel.  Die geringe Beschleunigungsreserve („Elastizität“) in einer solchen Fahrstufe verringert jedoch die Akzeptanz.
    - CVT-Getriebe sind eine Alternative, um den Motor immer mit hohen Lasten anzusteuern, sie haben jedoch  einen schlechteren Wirkungsgrad als Handschaltgetriebe und werden nicht besonders akzeptiert (Es existiert kein direkter Zusammenhang zwischen Geschwindigkeit und Motordrehzahl).

  - Verbesserung des Motorwirkungsgrades von Verbrennungsmotoren im Teillastbereich (Elektromotoren haben im Teillastbereich einen sehr hohen Wirkungsgrad):
    - Einsatz von Dieselmotoren, die aufgrund der fehlenden Drosselverluste im Teillastbereich einen besseren Wirkungsgrad als Ottomotoren besitzen und aufgrund geringer Klopfneigung hoch aufgeladen werden können.
    - Der Magerbetrieb von Verbrennungsmotoren verbessert den Wirkungsgrad im Teillastbereich, jedoch ist dieser unter dem Aspekt der Schadstoffemissionen (NOx) problematisch. Magermotoren, z. B. Otto-Direkteinspritzer mit Schichtladebetrieb, benötigen daher eine aufwendige Abgasnachbehandlung, wie NOx-Speicherkatalysatoren.
    - Der Hybridantrieb verringert das Problem hoher spezifischer Verbräuche der Verbrennungsmotoren im Teillastbereich, da ein zusätzlicher Elektromotor bei geringen Lasten arbeitet, während der Verbrennungsmotor nur bei höheren Lasten genutzt wird.
    - Auch durch Aufladung, z. B. Turboaufladung oder Kompressoren, kann der Wirkungsgrad eines Motors im Teillastbereich deutlich gesteigert werden. Die Literleistung (= Leistung pro Liter Hubraum) wird wesentlich erhöht, so dass die gewünschte Nennleistung mit geringeren Hubraumvolumina erreicht wird. Der Motor arbeitet dadurch im Teillastbereich in höheren – und damit effizienteren – Lastpunkten (Downsizing).
    - Der Wirkungsgrad von Verbrennungsmotoren kann im Teillastbereich auch durch Zylinderabschaltung (ZAS) erhöht werden. Bei niedrigen Lasten werden Zylinder abgeschaltet, wodurch sich ein höherer und somit wirkungsgradoptimierter Lastpunkt für die arbeitenden Zylinder ergibt. Bei kleinen Motoren führt die ZAS jedoch zu einem verschlechterten Geräuschkomfort, der nicht akzeptiert wird.

Fahrzeugauslegung

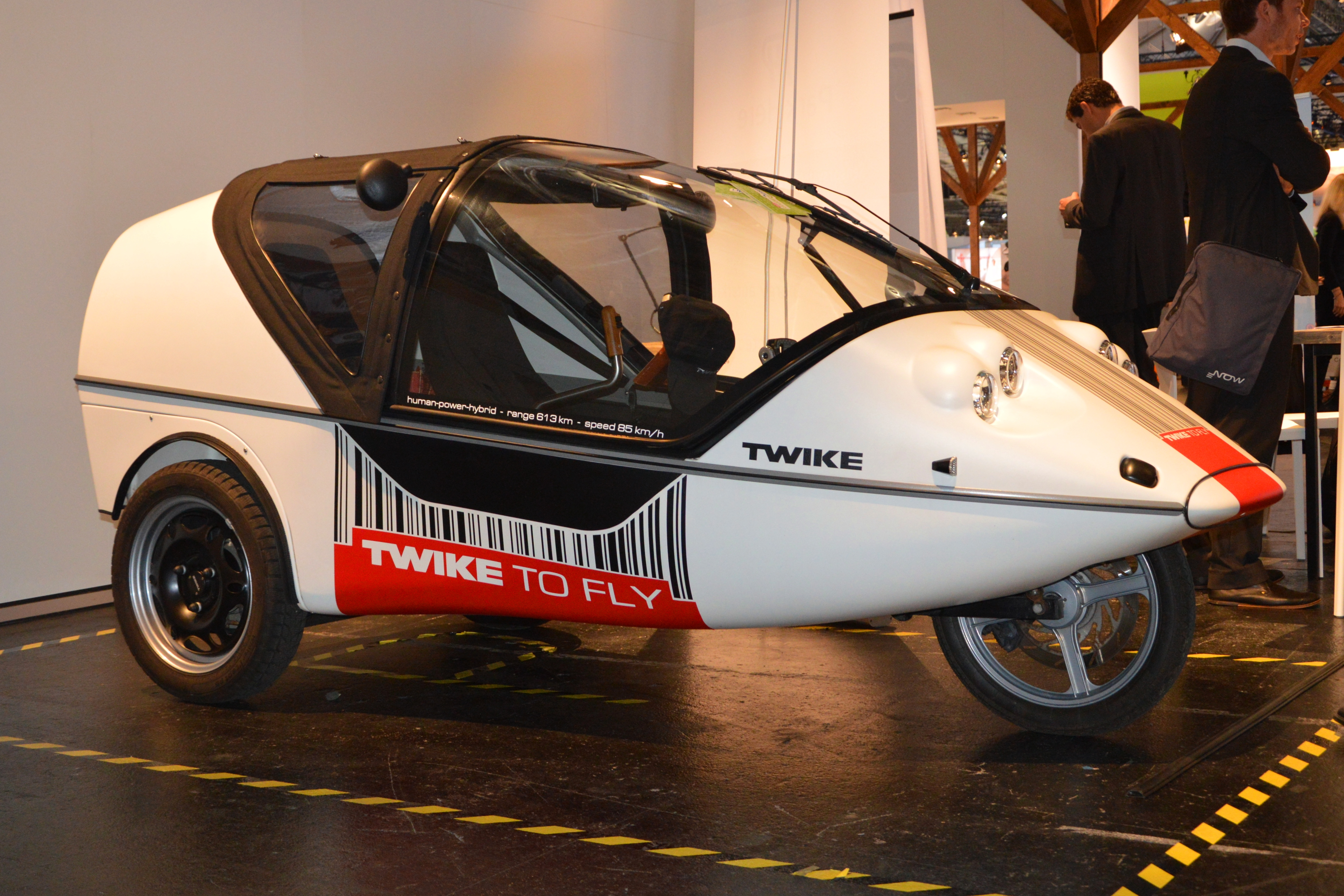
Der Twike, wahlweise erhältlich als Personen-Elektro-Hybrid-Fahrzeug oder als reines Elektrofahrzeug

Es gilt zunächst, den Fahrwiderstand gemäß dem Einsatzzweck so gering wie möglich zu halten.
- PKW für innerstädtischen Verkehr sollten einen möglichst geringen Beschleunigungswiderstand (geringe Fahrzeugmasse) haben und über technische Einrichtungen zur Rekuperation, also eine Nutzbremse verfügen. Ihr Rollwiderstand sollte gering sein (geringer Rollwiderstandsbeiwert der Bereifung und geringe Fahrzeugmasse). Der Strömungswiderstand (Luftwiderstand) spielt hier keine so große Rolle.
- PKW für Überlandverkehr sollten vor allem einen möglichst geringen Strömungswiderstand (Luftwiderstand) haben, d. h. eine geringe Fahrzeugprojektionsfläche und einen geringen cW-Wert. Beispiele: Kabinenroller Loremo, Ein-Liter-Auto von VW, Aptera 2 Series.

Im zweiten Schritt sollte der Motor so ausgelegt werden, dass er bei allen typischen Betriebszuständen einen möglichst hohen Wirkungsgrad hat.
- Beim Elektromotor ist der Wirkungsgrad weitgehend unabhängig vom Betriebszustand.
- Bei Konstantfahrten mit Verbrennungsmotoren sollte der Gang genutzt werden, der die kleinste, ruckelfreie Motordrehzahl ermöglicht. Beim Beschleunigen sollte nach Möglichkeit der Motor in der Nähe seines geringsten, spezifischen Kraftstoffverbrauchs betrieben werden. Bei einem modernen Ottomotor liegt dieser Bereich bei etwa 3/4 der maximalen Last und etwa 3000 1/min Drehzahl. Überdimensionierte Verbrennungsmotoren sind unter dem Aspekt des möglichst günstigen Betriebspunktes prinzipbedingt problematischer, da sie im Alltagsbetrieb oft bei geringen – und damit ineffizienten – Lastpunkten arbeiten. Die Lösung dieses Problems geht man mit kleineren Motoren an (Downsizing) sowie stufenlosen Getrieben oder solchen mit höherer Stufen-(Gang)-zahl.

## Klassifikation von NEF
In Deutschland genossen einige Fahrzeuge mit besonders günstigen Verbrauchswerten steuerliche Vergünstigungen. Die Einstufung von Fahrzeugen erfolgt jedoch nicht nach ihrem Energieverbrauch, sondern nach dem Ausstoß von Kohlenstoffdioxid, gemessen nach Richtlinie 93/116/EG.
Nach deutschem Steuerrecht emittiert ein Fünf-Liter-Auto weniger als 120 g CO2/km. Das entspricht einem Streckenverbrauch von 5,06 l/100 km Benzin oder 4,53 l/100 km Diesel. Bei einer Zulassung vor dem 1. Januar 2000 waren diese Fahrzeuge von der Kraftfahrzeugsteuer befreit. Der Begriff Drei-Liter-Auto wird steuerrechtlich mit einer Kohlendioxidemission von 90 g CO2/km verbunden. Das entspricht einem Streckenverbrauch von etwa 3,4 l/100 km Diesel oder 3,8 l/100 km Benzin. Für alternative Kraftstoffe in Verbrennungsmotoren gelten die gleichen Regelungen, Elektrofahrzeuge werden nach Fahrzeugmasse besteuert.
Der Begriff Ein-Liter-Auto bezeichnet Fahrzeuge mit einem Verbrauch von weniger als 1,5 l/100 km, wobei aus Marketinggründen häufig auch Fahrzeuge mit einem Verbrauch von 1,5–1,99 l/100 km in diese Kategorie eingeordnet werden.
Weitere Klassifikationen siehe: Emissionsfreies Fahrzeug; Abgasnorm.

## Modelle
Letztlich scheiterte bislang die dauerhafte Einführung entsprechender Fahrzeuge auf breiter Front. Ein Teil der Technik fand jedoch Eingang in die Serienproduktion „normaler“ PKW (elektrohydraulische Kupplung, verkleidete Radkappen).
Modelle wie der Smart zeigen, dass auch Kleinstfahrzeuge von Käufern akzeptiert werden. Mittelklassefahrzeuge erreichen bei manchen Herstellern Flottenverbräuche von 7,5 l, wodurch sich nach Ansicht einiger rechtliche Maßnahmen des Staates empfehlen (wie in Kalifornien), um eine Senkung dieser Werte einzufordern.

### Serienmodelle (Auswahl)
Die Tabelle zeigt eine Auswahl von Serienmodellen mit einem Energieverbrauch unter drei Litern auf 100 km („Drei-Liter-Auto“), was ungefähr 26,7 kWh entspricht und mit konventionellem Antrieb realisierbar ist. Eine Wertung des Energieverbrauches nach Sitzplätzen oder Nutzlast erfolgt nicht.
| Modell                                                       | Verbrauch in kWh/100 km*                                                                 | Verbrauch u. Kraftstoff           | angegebener CO2-Ausstoß | Motor                                    | Bemerkung |
| ------------------------------------------------------------ | ---------------------------------------------------------------------------------------- | --------------------------------- | ----------------------- | ---------------------------------------- | --- |
| CityEL Fact Four                                             | 3,5–5,5                                                                                  | Elektrizität                      | 0 g/km                  | 2,5 oder 3,5 kW Elektromotor             | (bis Februar 2012) einsitzig (zusätzlicher Kindersitz möglich) gedrosselt 45 km/h; offen 63 km/h |
| Renault Twizy                                                | 9 (je nach Fahrverhalten und Temperatur zwischen 6 und 12 kWh/100 km 6.1 kWh LiIon-Akku) | Elektrizität                      | 0 g/km                  | 8 (kurzzeitig max ca 13-kW) Elektromotor | zweisitzig 80 km/h oben geschlossen, seitlich offen, in Serie gebaut, in 2012 10.000 Fz |
| Secma Fun ELEC                                               | 7,4 (eigene Messungen mit LiFePO4-Batterie)                                              | Elektrizität                      | 0 g/km                  | 2-kW-Elektromotor                        | (bis 2009) zweisitzig 45 km/h abnehmbares Verdeck |
| Twike                                                        | < 8 (im praktischen Betrieb)                                                             | Elektrizität                      | 0 g/km                  | 5-kW-Elektromotor                        | zweisitzig, in Kleinserie gebaut |
| Jetcar Elektro                                               | 10,7 (im praktischen Betrieb)                                                            | Elektrizität                      | 0 g/km                  | 60 kW Permanentmagnet-Synchronmotor      | wird in Einzelfertigung gebaut |
| Tazzari Zero                                                 | 10                                                                                       | Elektrizität (kein Normverbrauch) | 0 g/km                  | 15 kW                                    | zweisitziges Coupé mit 550 kg Leergewicht inklusive LiFePO4-Batterien |
| Mia (PKW-Modell)                                             | 10                                                                                       | Elektrizität                      | 0 g/km                  | ?                                        | 1–4 je nach Modell, Besonderheiten: Minibus mit Kunststoffkarosserie, Schiebetüren und mittigem Fahrersitz, wählbare Akkukapazität |
| Hyundai Ioniq Elektro                                        | 11,5                                                                                     | Elektrizität                      | 0 g/km                  | 88 kW                                    | (seit 2016) 165 km/h, 280 km Reichweite |
| Hotzenblitz                                                  | 12–15                                                                                    | Elektrizität                      | 0 g/km                  | 12 kW                                    | (1993–1996) 2(+2) sitzig, Besonderheiten: Stahlrohrrahmen mit Kunststoffkarosserie, Aluminium-Sandwich-Bodenwanne zur Akkuaufnahme, Leergewicht mit Lithiumbatterie <700 kg, Reichweite bis 350 km |
| BMW i3                                                       | 12,9                                                                                     | Elektrizität                      | –                       | 75 kW                                    | (seit 2013) 150 km/h, 200 km Reichweite |
| Mitsubishi i-MiEV                                            | 13,5                                                                                     | Elektrizität                      | –                       | 49 kW                                    | (seit 2009) 130 km/h, 150 km Reichweite |
| Dacia Spring                                                 | 13,9 / 14,5                                                                              | Elektrizität                      | 0 g/km                  | 33 / 48 kW                               | (seit 2021) 5-türiger Viersitzer in zwei Motorvarianten: 33 kW (230 km) und 48 kW (220 km), 125 km/h Höchstgeschwindigkeit |
| Renault ZOE                                                  | 14,6                                                                                     | Elektrizität                      | –                       | 65 kW                                    | (seit 2012) 135 km/h, 210 km Reichweite |
| Tesla Model 3                                                | 14,1–16                                                                                  | Elektrizität                      | –                       | 190–339 kW                               | (seit Juli 2017) Mittelklasselimousine mit (je nach Modell) Beschleunigung (0 auf 100 km/h): 5,9–3,4 s, über 209 km/h, EPA-Reichweite 354–538 km |
| Smart Fortwo Electric Drive                                  | 15,1                                                                                     | Elektrizität (kein Normverbrauch) | 0 g/km                  | 55 kW                                    | 2012–2015 |
| Tesla Roadster                                               | 18                                                                                       | Elektrizität (kein Normverbrauch) | 0 g/km                  | 185 kW                                   | (bis 2012) zweisitziges Cabrio mit Beschleunigung von 0 auf 96 km/h (60 mph) in etwa 4 Sekunden |
| VW XL1                                                       | 19,01                                                                                    | 1,94 l/100 km Diesel              | 50,6 g/km               | 800 cm³ 35 kW Diesel + 20 kW Elektro     | (2014–2016) Manufaktur-Kleinserienproduktion, 200 Stück |
| Tesla Model S                                                | 20                                                                                       | Elektrizität (kein Normverbrauch) | 0 g/km                  | bis 310 kW (Performance Version)         | 5 Türige Limousine mit 5 Sitzplätzen für Erwachsene + 2 Sitzplätzen für Kinder. Bis zu 480 km Reichweite, Beschleunigung 0–100 km/h in 4,4 s; Besonderheiten: Batterie im Unterboden, Motor zwischen den Hinterrädern, Kofferraum sowohl unter der vorderen Haube sowie im hinteren Bereich, Leichtbaukarosserie aus Aluminium. |
| Jetcar 2.5                                                   | 24,5                                                                                     | 2,5 l/100 km Diesel               | 66 g/km                 | 800 cm³, 30 kW                           | wird in Einzelfertigung gebaut |
| VW Lupo 3L TDI                                               |                                                                                          | 2,99 l/100 km Diesel              | 81 g/km                 | 1200 cm³, 44 kW                          | 1999–2005; reguläre Großserienproduktion |
| Smart Fortwo Diesel                                          |                                                                                          | 3,3 l/100 km Diesel               | 86 g/km                 | 600 cm³, 33 kW                           | 1998–2007; reguläre Großserienproduktion |
| *Umrechnungsfaktoren: Diesel = 9,8 kWh/l; Benzin = 8,9 kWh/l |                                                                                          |                                   |                         |                                          | |

### Serienmodelle in Vorbereitung
- Die Aptera 2 Series war eine Baureihe von dreirädrigen Fahrzeugmodellen mit Benzin- (Verbrauch 0,78 Liter Benzin/100 km) oder mit Elektromotor. Die Firma Aptera Motors ging im Dezember 2011 in die Insolvenz.[5] Im April 2012 hat die Zhejiang Jonway Group Teile des geistigen Eigentums gekauft, das zur Aptera 2 Serie gehört. Aptera Motors wurde als ApteraUSA neu gegründet, nachdem Zhejiang Jonway zusammen mit kleineren amerikanischen Investoren die Firmenanteile aufgekauft hatte.[6][7][8][9] ApteraUSA soll die Benzinversion Aptera 2g und die Elektroversion 2e in kleinerer Serie in den USA produzieren. Die seit Juni 2013 davon unabhängig operierende Zaptera soll dagegen die Elektrovariante Aptera 2e in größerer Serie in China bauen, sobald der Markt dies gestattet. ApteraUSA soll nach dem Willen seines Chefs, Richard Deringer, die Produktion schwerpunktmäßig in Detroit und in Santa Rosa verwirklichen. Deringer will nicht etwaige Entwicklungen in China abwarten.[10][11] Durch die ausschließliche Produktion in den USA seitens ApteraUSA wird eine deutliche Preissteigerung erwartet. War die ursprünglich geplante chinesisch-amerikanische Herstellvariante des Aptera 2e mit ungefähr 30.000 Dollar zu veranschlagen, so wird nun mit Preisen zwischen 80.000 und 100.000 Dollar für die rein US-amerikanische Herstellvariante gerechnet.[12] Vorangegangenen Planungen zufolge sollten ein oder mehrere Modelle im ersten Quartal des Jahres 2013 auf den Markt gebracht werden.[13] Daraus wurde durch die Abänderung der Pläne seitens der Zhejiang Jonway Group erst einmal nichts. Deringer hofft nun, im ersten Quartal des Jahres 2014[veraltet] mit der Produktion startbereit zu sein.[10]

### Studien
- Der Citroën ECO 2000 SL 10, entwickelt zwischen 1981 und 1984, erreichte einen Gesamtverbrauch von 3,5 l Benzin auf 100 km. Merkmale der Studie fanden Anwendung bei der Entwicklung des Citroën AX.

- Der Twingo Smile von Greenpeace verbrauchte 1996 unter praxisnahen Bedingungen etwa 3,5 l Benzin (RL93/116/EWG).[14]

- Der Mitsubishi „i“ concept[15] hat im FIA EcoTest 2003 nur 3,8 l/100 km erreicht, das allerdings unter praxisnahen Bedingungen wie Betrieb auf Autobahn und mit Klimaanlage. Die sparsamsten Konkurrenten im Test (Audi A2 1,4 TDI, Mini One 1,6, Suzuki Ignis 1,3 DDiS) kamen unter diesen Bedingungen auf 4,5 l/100 km.[16] Der Opel Corsa ECO 3 l verbrauchte in der Praxis 4,3–4,7 l/100 km.

- Das Mercedes-Benz bionic car ist eine von Mercedes-Benz 2005 vorgestellte Konzeptstudie. Als aerodynamische Vorlage für die Entwicklung des Fahrzeuges diente dabei der Kofferfisch. Der Kraftstoffverbrauch des dieselgetriebenen Viersitzers mit einem Cw-Wert von 0,19 soll bei 4,3 l/100 km liegen.

- Die Konzeptstudie des Toyotas ES3 mit Diesel-Hybridantrieb kam auf 2,7 l/100 km (87 mpg).[17]

- Der Daihatsu UFE III hat einen kombinierten Verbrauch von 2.1 l/100 km.

- OScar (OpenSourceCar):[18] Entwicklung eines 2-Personen-Elektroautos von Studenten der TU Darmstadt, 6 kWh/100 km, Reichweite 300 km, Höchstgeschwindigkeit 130 km/h

- Die Firma Shell Oil baute 1973 den 1959er Opel Rekord P1 zum Versuchsfahrzeug um. Das Fahrzeug war zum Wettbewerb konzipiert und erreichte einen Verbrauch von 159 km/Liter (376.59 mpg). 1975 schaffte es das Fahrzeug bis in das Guinness-Buch der Rekorde. Im Jahre 1976 wurde mit einem kleinen, leichten Spezialfahrzeug für eine Person 403 km/Liter (1141 mpg) erreicht. Diese Versuche wurden bei sehr niedrigen Leistungen und Geschwindigkeiten durchgeführt.[19]

- Der Loremo, ein seit 1995 kontinuierlich weiterentwickelter Entwurf der Loremo AG, verbraucht 1,5–2 Liter Diesel/100 km.[20] Mangels zahlungskräftiger Investoren kam keine Serienproduktion zustande.

- Der Fahrzeugtuner 9ff baute einen VW Golf V 1,9 TDI um, indem ca. 400 kg des Fahrzeuggewichts gespart wurden, um so den Verbrauch um 3 l/100 km zu erreichen.[21] Das Projekt wurde trotz medialer Unterstützung (VOX, stern.tv, ams.tv) nicht fertig gestellt.

### Elektrofahrzeuge
Neben Fahrzeugen mit Verbrennungsantrieb erreichen auch Elektrofahrzeuge Endenergie-Verbrauchswerte, die einem Liter Diesel pro 100 km entsprechen (das sind ca. 10 kWh/100 km), teilweise noch darunter. Diese sind zum Beispiel Fahrzeuge mit Leichtbau-Karosserien wie der Hotzenblitz, dessen Produktion mittlerweile eingestellt wurde, und der Kewet aus Norwegen. Am sparsamsten dürfte das zweisitzige TWIKE fahren, das regelmäßig weniger als 5 kWh pro 100 km ab Netz braucht (gemessen). Das entspricht in etwa einem 0,5-Liter-Auto. Ähnlich wenig braucht der „nur“ einsitzige CityEl.
Selbst Fahrzeuge mit normaler Kleinwagenkarosserie wie der Citroën AX Electrique verbrauchen umgerechnet bedeutend weniger als 2 l/100 km. Nach langjährigen Verbrauchsmessungen fährt der Citroën AX electrique mit rund 15 kWh pro 100 km, gemessen ab Steckdose, also inklusive aller Lade- und Batterieverluste. Basierend auf knapp 500 g CO2 pro kWh im deutschen Strommix 2010 ergibt sich damit bei Versorgung mit dem normalen Strommix eine CO2-Belastung von rund 75 g CO2 pro km Well-to-Wheel. Allerdings wurden bei dieser Rechnung die Leitungsverluste vom Kraftwerk zur Steckdose und Transformatorverluste ebenso nicht berücksichtigt, wie die Verluste bei der Kraftstoffherstellung in den Angaben der Fahrzeuge mit Verbrennungsmotor.
Lädt man die Akkus mit CO2-freiem Solar-, Wind- oder Wasserkraftstrom nach, ist die CO2-Belastung pro km noch geringer und tendiert gegen Null.
Andere Fahrzeuge: CityEl, TWIKE, diese Fahrzeuge verbrauchen umgerechnet weniger als 1 l/100 km.
Der Tesla Roadster von Tesla Motors (Kalifornien) mit rein elektrischen Antrieb und Fahrwerten (und Preis) eines Sportwagens hat einen Energieverbrauch von 11 kWh/100 km bei einer Reichweite von 400 km mit einer Batterieladung (Angaben des Herstellers).
Der Tesla Roadster nutzt handelsübliche Lithium-Ionen-Akkus, die durch konstruktive Maßnahmen und ein gutes Batteriemanagementsystem einen guten Lade-Entlade-Wirkungsgrad aufweisen.
Die oben für den Citroën AX angegebenen Verbrauchs- und CO2-Werte gelten prinzipiell auch für viele fünftürigen und viersitzigen französischen Elektroautos (Peugeot 106 éléctrique, Renault Clio éléctrique, Citroën AX éléctrique), die bei optimierter Ladung und Fahrweise als Fast-ein-Liter-Autos betrieben werden können.
Technisch lassen sich selbst ältere Fahrzeuge aufrüsten, wie der 2007 umgerüstete Hotzenblitz mit einer praktischen Reichweite von mehr als 350 km belegt. Werden Akkus eingebaut, die nicht zu viel Platz beanspruchen und auch nicht zu schwer sind, muss man für längere Distanzen mehrere Nachladestopps einlegen. Die Ladedauer ist bei heutigen Traktionsbatterien weniger vom Akkumulator, als vielmehr von der zur Verfügung stehenden Ladeinfrastruktur (Stärke des Ladegerätes, Belastbarkeit des Stromanschlusses) abhängig. Eine Nachladung von 80 % in 30 Minuten wie bei der CHAdeMO-Gleichstromladung ist technisch problemlos realisierbar.

## Geringe Verbreitung von Niedrigenergiefahrzeugen
Zwar wurde die Serienfertigung des Drei-Liter-Autos grundsätzlich begrüßt, sie wurde jedoch wieder eingestellt, da die geringe Nachfrage aufgrund der hohen Anschaffungskosten für die Hersteller unwirtschaftlich im Vergleich zu konventionellen Modellen war. Die Entwicklung von Nachfolgemodellen des VW Lupo 3L TDI (z. B. auf der Plattform des VW Fox) wurde eingestellt. Die Produktion des Audi A2 3L TDI wurde Mitte 2005 ohne Nachfolger eingestellt. Der Smart cdi bekommt gerade durch die geringen CO2-Emissionen Popularität – grundsätzlich wurde die Fahrzeugproduktion jedoch oft in Frage gestellt und bietet das ursprüngliche Konzept des Elektrofahrzeugs bisher nicht in Serie an. Der Opel Astra Eco4 mit modifizierter Karosserie ist in der neuen Modellreihe verschwunden.
Im Folgenden werden einige Punkte aufgezeigt, die in der Diskussion um Niedrigenergiefahrzeuge häufig auftauchen:
- Die Kraftstoffkosten sind zu gering, die Fixkosten zu hoch, wird oft angenommen. Nur 1 l/100 km Mehrverbrauch verursacht über 100.000 km bei 1,60 €/l Kraftstoffkosten jedoch Mehrkosten in Höhe von 1600 €.
- Die Produktwerbung vieler Automobilhersteller setzt nach wie vor auf hochmotorisierte sportliche Fahrzeuge.
- Die durch die Werbung geformten Kundenwünsche nach leistungsstarken PKW wirken Bestrebungen entgegen, die Verbräuche zu senken.
- Strömungsgünstige Karosserieformen sind ungewohnt und werden bisher mehrheitlich als unästhetisch abgelehnt. Das Fahrzeugdesign wurde als zentraler Erfolgsfaktor für die Vermarktbarkeit von PKW identifiziert, daher gibt es einen Zielkonflikt zwischen Kundenbedürfnissen (Ästhetik) und Effizienz.
- Moderne Fahrzeuge wiegen deutlich mehr als ihre Vorgänger, besitzen mehr elektrische Verbraucher, und haben entsprechend ein höheres Leistungsbedürfnis. Durch moderne Motoren können diese Nachteile nur bedingt ausgeglichen werden.
- Vorhandenen Modellen (z. B. VW Lupo) werden negative Eigenschaften nachgesagt (hoher Anschaffungspreis, Defektanfälligkeit, hohe Wartungskosten), die sie für potentielle Kunden uninteressant erscheinen lassen. Der Mehrpreis eines Audi A2 3L betrug gegenüber der einfachen Diesel-Version (4,3 l/100 km) z. B. jedoch nur 300 €. Laut ADAC-Pannenstatistiken erzielte der A2 in den Jahren 2003 bis 2006 den ersten Platz in seiner Klasse. Ebenso belegt das Aluminiumfahrzeug 2004 aufgrund seiner Mängelfreiheit den ersten Platz der TÜV-Statistik.
- Das Problem der Kosten der Energiespeicher für Elektrofahrzeuge ist bisher durch fehlende Massenproduktion unzureichend gelöst. Der Gebrauchswert wird bisher teilweise durch die begrenzte Reichweite eingeschränkt.
- Gewöhnungsbedürftiges Fahrverhalten, das dem ungeschulten Kunden unkomfortabel erscheint und ihn teilweise verunsichert, wie bereits der Anfang der 1990er Jahre gebaute VW Golf Ecomatic mit Motorabschaltung zeigte.
- Der Automobilindustrie wird vorgeworfen, die Drei-Liter-Autos nur als Alibi-Projekte zu verwenden. Dieser Vorwurf ist fraglich in Anbetracht der Entwicklungskosten.
- Die Anschaffungspreise, die dadurch entstehende lange Amortisationszeit und auch der eingeschränkte Gebrauchswert mancher Modelle (Smart, Lupo) haben bislang verhindert, dass sich die Drei-Liter-Fahrzeuge am Markt etablieren konnten. Kaufanreize wie die Steuerbefreiung in Höhe von 511 € haben auch nicht zum Erfolg beigetragen.
- Vorteile wie die durch den niedrigeren Luftwiderstand höhere Endgeschwindigkeit der Eco-Varianten und eine größere Reichweite wurden nicht angesprochen. Die Fahrzeuge wurden insgesamt zu wenig beworben.
- Der Ausweis des CO2-Ausstoßes und des Verbrauchs geschieht sehr dezent und verfehlt die Wirkung auf die Kaufentscheidungen. So wurde die (gesetzlich vorgeschriebene) Angabe des Kraftstoffverbrauchs bei Fahrzeughändlern nur zögerlich und nach diversen Bußgeldern umgesetzt.
- Die Automobilindustrie propagiert alternative Kraftstoffe mit teilweise unsicherer Ökobilanz und Verfügbarkeit, um eine grundsätzliche Umorientierung zu vermeiden. Durch Niedrigenergiefahrzeuge kann jedoch der Anteil an alternativen Kraftstoffen bei beschränkten Ressourcen gesteigert werden. Damit kann Einwänden begegnet werden, die Bio-Kraftstoffe könnten die Nachfrage bei weitem nicht decken.
- Die Entwicklung entsprechender Technologien und Verwendung von leichten Materialien steigern die Kosten pro Fahrzeug. Da aber die meisten Kunden im Gegenzug nicht bereit sind, für einen effizienten PKW mehr zu bezahlen als für einen herkömmlichen, existiert (noch) kein nennenswerter Markt für diese Fahrzeuge.
- In manchen auto- und technologieaffinen Ländern werden effiziente PKW fälschlicherweise mit Kleinstwagen (z. B. Smart) assoziiert, die bestenfalls als Zweit- oder Drittwagen in Frage kommen und dort ohne Änderung der Gewohnheiten zu keiner Reduktion des Energiebedarfs im Verkehr beitragen.
- Die Optimierung im Hinblick auf den Verbrauch bringt nicht automatisch auch eine geringere Gesamtumweltbelastung. Die meisten verbrauchsarmen Fahrzeuge besitzen einen Dieselmotor. Dieser erzeugt aber ohne aufwendige Filtertechnik Rußpartikel (siehe auch: Feinstaub).
- Viele Altfahrzeuge können auch mit Biokraftstoffen ihren CO2-Beitrag verringern. Einsparungen beim Verbrauch der fossilen Energieträger lassen sich auch durch Verwendung alternativer Energieträger wie Biodiesel oder Ethanol erzielen. Der Verbrauch durch Kraftfahrzeuge macht in Deutschland ca. 12 % des Gesamtbedarfs an (Erd-)Öl aus. Allerdings ist diese Alternative im Hinblick auf die Nahrungsmittelpreise umstritten, da die Ausgangsstoffe wie Mais nach der Ethanol-Herstellung nicht mehr als Nahrung zur Verfügung stehen.
- Verschiedene Maßnahmen zur Reduzierung des Verbrauches verursachen einen erhöhten Energieaufwand in der Produktion. Die Herstellung von Aluminium und Magnesium ist sehr energieaufwändig. Schlägt man die Energien für Verhüttung und Fertigung auf den Verbrauch pro km auf und setzt die entstehenden Gleichungssysteme für ansonsten gleiche Fahrzeuge aus Aluminium und Stahl in der Größe eines Audi A2 gleich, so liegt der Schnittpunkt bei ca. 12.000 km – darunter hat das Stahlfahrzeug die bessere Umweltbilanz, darüber das Aluminiumauto. Die jährliche Kilometerleistung wird von Flottenfahrzeugen leichter erreicht, daher ist es förderlich wenn Leihsysteme und partizipative Besitzmodelle (z. B. Carsharing) weiter entwickelt werden. Auch werden dann Fahrzeuge mit teuren alternativen Antrieben leichter für die Allgemeinheit finanzierbar.

Gegenüber früheren Jahren werden jedoch erste Anzeichen einer Veränderung oder gar einer Trendwende sichtbar: Während in Deutschland in den Fahrzeugklassen vom Kleinwagen bis zur Oberklasse in den ersten fünf Monaten des Jahres 2012 die Zahl der Neuzulassungen gegenüber dem gleichen Zeitraum des Vorjahres sank, gab es in der Fahrzeugklasse der "Kleinstwagen" einen Anstieg um 16,2 Prozent. In diese Fahrzeugklasse fallen viele Niedrigenergiefahrzeugmodelle mit hinein.